# Line Haugsted
Line Haugsted (Skive, 11 de novembro de 1994) é uma jogadora de handebol dinamarquesa.

## Carreira
Haugsted começou a jogar handebol aos 10 anos no Skive fH. Em 2010, ela mudou para o FC Midtjylland Håndbold, onde jogou por dois anos antes de retornar ao Skive fH. Em 2012, ela ganhou a Liga Juvenil Dinamarquesa com o time Sub-18 do FC Midtjyllands. Depois de três temporadas em que chegou ao primeiro time do Skive fH, ela assinou um contrato de três anos com o Odense HC. Ela acabaria jogando apenas uma temporada no Odense, mas naquela temporada foi a artilheira do clube com 57. Depois de uma temporada no Odense, ela se transferiu para o Viborg HK. Aqui ela ganhou suas primeiras medalhas sênior, quando o clube ganhou a prata na Damehåndboldligaen de 2020–21. Em 30 de janeiro de 2022, foi anunciado que Haugsted havia assinado um contrato de 2 anos com o principal clube húngaro Győri ETO KC. Aqui ela ganhou o título da liga húngara em seu primeiro ano. Depois de pouco mais de um ano, ela voltou ao handebol dinamarquês para se juntar ao Team Esbjerg.
Ela fez sua estreia na seleção dinamarquesa em 28 de novembro de 2014, contra a Noruega. Ela participou do Campeonato Europeu de Handebol Feminino de 2016, na Suécia. Nos Jogos Olímpicos de Verão de 2024, em Paris, conquistou a medalha de bronze no torneio feminino do handebol, após vencer a equipe sueca por 30–25 na disputa pelo terceiro lugar.